# Município de Chester (condado de Wayne, Ohio)
Localização do Ohio nos E.U.A.
O município de Chester (em inglês: Chester Township) é um local localizado no condado de Wayne no estado estadounidense de Ohio. No ano 2010 tinha uma população de 3066 habitantes e uma densidade populacional de 28,42 pessoas por km².

## Geografia
O município de Chester encontra-se localizado nas coordenadas 40° 51′ 14″ N, 82° 03′ 29″ O. Segundo a Departamento do Censo dos Estados Unidos, o município tem uma superfície total de 107.88 km², da qual 107,54 km² correspondem a terra firme e (0,31 %) 0,34 km² é água.

## Demografia
Segundo o censo de 2010, tinha 3066 pessoas residindo no município de Chester. A densidade de população era de 28,42 hab./km².